# Sagi Kalev
Sagi Kalev (ur. 30 lipca 1971 w Tel Awiwie) – izraelski model fitness, kulturysta, dietetyk. 

## Życiorys
Urodził się w Izraelu. Ma młodszego brata o imieniu Ido. Zdobył dwa tytuły mistrza kulturystyki Mr. Israel. W 1993 przeniósł się do Stanów Zjednoczonych, aby zająć się kulturystyką i modelingiem. Ukończył studia na wydziale dietetyki na University of Central Florida w hrabstwie Orange na Florydzie.
W 1996, gdy mieszkał w Kalifornii, rozpoczął karierę modela. Wkrótce wystąpił gościnnie w charakterze aktora w serialu NBC Słoneczny patrol i operze mydlanej CBS Żar młodości. 
W 1999 został zwycięzcą zawodów kulturystycznych NPC Southwest USA Bodybuilding Championships, w których wystartował w kategorii półśredniej. Tego samego roku zwyciężył w zawodach NPC Lone Star Bodybuilding Classic w kategorii półciężkiej.
Był na okładkach magazynów takich jak „Men’s Workout”, „Muscle & Fitness”, „Uomo d’Acciaio”, „Allenamento”, „Corpo”, „Ripetizioni”, „Iron Man”, „Reps!”, „Body Fitness” i „Hardcore Muscle”. 
Zamieszkał w Dallas w stanie Teksas i jest współwłaścicielem podmiejskiej siłowni. Pracuje jako osobisty trener i konsultant dietetyczny.
W 2015 poślubił trenerkę fitness Barbie Decker.